# Big Big World
Big Big World is een single van de Zweedse zangeres Emilia, waarmee ze een nummer 1-hit scoorde in december 1998.
Het nummer was geschreven door de zangeres zelf, samen met producer Lasse Andersson. Big Big World gaat onder andere over de herfst. De beginmelodie lijkt enigszins op het Zweedse voorjaarslied Nu grönskar det (Nu wordt het groen) op de muziek van Johann Sebastian Bach. Na in oktober 1998 snel de top van de Zweedse hitparades bereikt te hebben werd de single twee maanden later in tal van andere landen uitgegeven, waaronder Taiwan, Thailand en Frankrijk. In Nederland werd rond kerst de nummer 1-positie behaald. In totaal stond Big Big World 18 weken lang in de Nederlandse Top 40 genoteerd, waarvan 3 weken op nummer 1. In Vlaanderen stond het liedje 19 weken in de Ultratop 50, waarvan 5 weken op nummer 1. Wereldwijd werden meer dan 4 miljoen exemplaren van de single verkocht.
Big Big World was uiteindelijk de enige single van Emilia die de Nederlandse top 40 haalde. In Vlaanderen haalde Emilia's liedje Good Sign in 1999 wel nog vijf weken de Ultratop 50, maar ze kwam niet verder dan de 44ste plaats. Zij wordt dan ook als een eendagsvlieg gezien.

## Trivia
- De Vietnamees-Amerikaanse zangeres Trish Thuy Trang, maakte een cover van "Big Big World" for haar album I'll Dream Of You.
- Het nummer "Big Big World" is ook gebruikt in de televisieserie Detective Investigation Files IV in Hong Kong.
- De Duitse techno group Scooter maakte een sample van "Big Big World" in hun nummer "And No Matches" op hun album in 2007 genaamd Jumping All Over the World.

### Tracklisting single
1. "Big big world" - 3:23
2. "Big big world" (Pierre J's big radio remix) - 3:31
3. "Big big world" (TNT's big phat radio edit) - 3:14
4. "Big big world" (karaoke version) - 3:22

#### Hitnoteringen
| "Big Big World" in de Nederlandse Top 40 - binnen: 28-11-1998 | "Big Big World" in de Nederlandse Top 40 - binnen: 28-11-1998 | "Big Big World" in de Nederlandse Top 40 - binnen: 28-11-1998 | "Big Big World" in de Nederlandse Top 40 - binnen: 28-11-1998 | "Big Big World" in de Nederlandse Top 40 - binnen: 28-11-1998 | "Big Big World" in de Nederlandse Top 40 - binnen: 28-11-1998 | "Big Big World" in de Nederlandse Top 40 - binnen: 28-11-1998 | "Big Big World" in de Nederlandse Top 40 - binnen: 28-11-1998 | "Big Big World" in de Nederlandse Top 40 - binnen: 28-11-1998 | "Big Big World" in de Nederlandse Top 40 - binnen: 28-11-1998 | "Big Big World" in de Nederlandse Top 40 - binnen: 28-11-1998 | "Big Big World" in de Nederlandse Top 40 - binnen: 28-11-1998 | "Big Big World" in de Nederlandse Top 40 - binnen: 28-11-1998 | "Big Big World" in de Nederlandse Top 40 - binnen: 28-11-1998 | "Big Big World" in de Nederlandse Top 40 - binnen: 28-11-1998 | "Big Big World" in de Nederlandse Top 40 - binnen: 28-11-1998 | "Big Big World" in de Nederlandse Top 40 - binnen: 28-11-1998 | "Big Big World" in de Nederlandse Top 40 - binnen: 28-11-1998 | "Big Big World" in de Nederlandse Top 40 - binnen: 28-11-1998 | "Big Big World" in de Nederlandse Top 40 - binnen: 28-11-1998 |
| Week                                                          | 1                                                             | 2                                                             | 3                                                             | 4                                                             | 5                                                             | 6                                                             | 7                                                             | 8                                                             | 9                                                             | 10                                                            | 11                                                            | 12                                                            | 13                                                            | 14                                                            | 15                                                            | 16                                                            | 17                                                            | 18                                                            |                                                               |
| ------------------------------------------------------------- | ------------------------------------------------------------- | ------------------------------------------------------------- | ------------------------------------------------------------- | ------------------------------------------------------------- | ------------------------------------------------------------- | ------------------------------------------------------------- | ------------------------------------------------------------- | ------------------------------------------------------------- | ------------------------------------------------------------- | ------------------------------------------------------------- | ------------------------------------------------------------- | ------------------------------------------------------------- | ------------------------------------------------------------- | ------------------------------------------------------------- | ------------------------------------------------------------- | ------------------------------------------------------------- | ------------------------------------------------------------- | ------------------------------------------------------------- | ------------------------------------------------------------- |
| Nummer                                                        | 7                                                             | 2                                                             | 2                                                             | 1                                                             | 1                                                             | 1                                                             | 2                                                             | 3                                                             | 5                                                             | 8                                                             | 12                                                            | 12                                                            | 12                                                            | 20                                                            | 24                                                            | 27                                                            | 28                                                            | 35                                                            | uit                                                           |

| "Big Big World" in de Nederlandse Single Top 100 - binnen: 14-11-1998 | "Big Big World" in de Nederlandse Single Top 100 - binnen: 14-11-1998 | "Big Big World" in de Nederlandse Single Top 100 - binnen: 14-11-1998 | "Big Big World" in de Nederlandse Single Top 100 - binnen: 14-11-1998 | "Big Big World" in de Nederlandse Single Top 100 - binnen: 14-11-1998 | "Big Big World" in de Nederlandse Single Top 100 - binnen: 14-11-1998 | "Big Big World" in de Nederlandse Single Top 100 - binnen: 14-11-1998 | "Big Big World" in de Nederlandse Single Top 100 - binnen: 14-11-1998 | "Big Big World" in de Nederlandse Single Top 100 - binnen: 14-11-1998 | "Big Big World" in de Nederlandse Single Top 100 - binnen: 14-11-1998 | "Big Big World" in de Nederlandse Single Top 100 - binnen: 14-11-1998 | "Big Big World" in de Nederlandse Single Top 100 - binnen: 14-11-1998 | "Big Big World" in de Nederlandse Single Top 100 - binnen: 14-11-1998 | "Big Big World" in de Nederlandse Single Top 100 - binnen: 14-11-1998 | "Big Big World" in de Nederlandse Single Top 100 - binnen: 14-11-1998 | "Big Big World" in de Nederlandse Single Top 100 - binnen: 14-11-1998 | "Big Big World" in de Nederlandse Single Top 100 - binnen: 14-11-1998 | "Big Big World" in de Nederlandse Single Top 100 - binnen: 14-11-1998 | "Big Big World" in de Nederlandse Single Top 100 - binnen: 14-11-1998 | "Big Big World" in de Nederlandse Single Top 100 - binnen: 14-11-1998 | "Big Big World" in de Nederlandse Single Top 100 - binnen: 14-11-1998 | "Big Big World" in de Nederlandse Single Top 100 - binnen: 14-11-1998 | "Big Big World" in de Nederlandse Single Top 100 - binnen: 14-11-1998 | "Big Big World" in de Nederlandse Single Top 100 - binnen: 14-11-1998 | "Big Big World" in de Nederlandse Single Top 100 - binnen: 14-11-1998 | "Big Big World" in de Nederlandse Single Top 100 - binnen: 14-11-1998 | "Big Big World" in de Nederlandse Single Top 100 - binnen: 14-11-1998 |
| Week                                                                  | 1                                                                     | 2                                                                     | 3                                                                     | 4                                                                     | 5                                                                     | 6                                                                     | 7                                                                     | 8                                                                     | 9                                                                     | 10                                                                    | 11                                                                    | 12                                                                    | 13                                                                    | 14                                                                    | 15                                                                    | 16                                                                    | 17                                                                    | 18                                                                    | 19                                                                    | 20                                                                    | 21                                                                    | 22                                                                    | 23                                                                    | 24                                                                    | 25                                                                    |                                                                       |
| --------------------------------------------------------------------- | --------------------------------------------------------------------- | --------------------------------------------------------------------- | --------------------------------------------------------------------- | --------------------------------------------------------------------- | --------------------------------------------------------------------- | --------------------------------------------------------------------- | --------------------------------------------------------------------- | --------------------------------------------------------------------- | --------------------------------------------------------------------- | --------------------------------------------------------------------- | --------------------------------------------------------------------- | --------------------------------------------------------------------- | --------------------------------------------------------------------- | --------------------------------------------------------------------- | --------------------------------------------------------------------- | --------------------------------------------------------------------- | --------------------------------------------------------------------- | --------------------------------------------------------------------- | --------------------------------------------------------------------- | --------------------------------------------------------------------- | --------------------------------------------------------------------- | --------------------------------------------------------------------- | --------------------------------------------------------------------- | --------------------------------------------------------------------- | --------------------------------------------------------------------- | --------------------------------------------------------------------- |
| Nummer                                                                | 67                                                                    | 10                                                                    | 4                                                                     | 2                                                                     | 2                                                                     | 1                                                                     | 1                                                                     | 2                                                                     | 2                                                                     | 3                                                                     | 5                                                                     | 7                                                                     | 11                                                                    | 13                                                                    | 13                                                                    | 19                                                                    | 19                                                                    | 19                                                                    | 28                                                                    | 38                                                                    | 44                                                                    | 53                                                                    | 61                                                                    | 70                                                                    | 89                                                                    | uit                                                                   |

| "Big Big World" in de Vlaamse Ultratop 50 - binnen: 28-11-1998 | "Big Big World" in de Vlaamse Ultratop 50 - binnen: 28-11-1998 | "Big Big World" in de Vlaamse Ultratop 50 - binnen: 28-11-1998 | "Big Big World" in de Vlaamse Ultratop 50 - binnen: 28-11-1998 | "Big Big World" in de Vlaamse Ultratop 50 - binnen: 28-11-1998 | "Big Big World" in de Vlaamse Ultratop 50 - binnen: 28-11-1998 | "Big Big World" in de Vlaamse Ultratop 50 - binnen: 28-11-1998 | "Big Big World" in de Vlaamse Ultratop 50 - binnen: 28-11-1998 | "Big Big World" in de Vlaamse Ultratop 50 - binnen: 28-11-1998 | "Big Big World" in de Vlaamse Ultratop 50 - binnen: 28-11-1998 | "Big Big World" in de Vlaamse Ultratop 50 - binnen: 28-11-1998 | "Big Big World" in de Vlaamse Ultratop 50 - binnen: 28-11-1998 | "Big Big World" in de Vlaamse Ultratop 50 - binnen: 28-11-1998 | "Big Big World" in de Vlaamse Ultratop 50 - binnen: 28-11-1998 | "Big Big World" in de Vlaamse Ultratop 50 - binnen: 28-11-1998 | "Big Big World" in de Vlaamse Ultratop 50 - binnen: 28-11-1998 | "Big Big World" in de Vlaamse Ultratop 50 - binnen: 28-11-1998 | "Big Big World" in de Vlaamse Ultratop 50 - binnen: 28-11-1998 | "Big Big World" in de Vlaamse Ultratop 50 - binnen: 28-11-1998 | "Big Big World" in de Vlaamse Ultratop 50 - binnen: 28-11-1998 | "Big Big World" in de Vlaamse Ultratop 50 - binnen: 28-11-1998 |
| Week                                                           | 1                                                              | 2                                                              | 3                                                              | 4                                                              | 5                                                              | 6                                                              | 7                                                              | 8                                                              | 9                                                              | 10                                                             | 11                                                             | 12                                                             | 13                                                             | 14                                                             | 15                                                             | 16                                                             | 17                                                             | 18                                                             | 19                                                             |                                                                |
| -------------------------------------------------------------- | -------------------------------------------------------------- | -------------------------------------------------------------- | -------------------------------------------------------------- | -------------------------------------------------------------- | -------------------------------------------------------------- | -------------------------------------------------------------- | -------------------------------------------------------------- | -------------------------------------------------------------- | -------------------------------------------------------------- | -------------------------------------------------------------- | -------------------------------------------------------------- | -------------------------------------------------------------- | -------------------------------------------------------------- | -------------------------------------------------------------- | -------------------------------------------------------------- | -------------------------------------------------------------- | -------------------------------------------------------------- | -------------------------------------------------------------- | -------------------------------------------------------------- | -------------------------------------------------------------- |
| Nummer                                                         | 25                                                             | 3                                                              | 2                                                              | 1                                                              | 1                                                              | 1                                                              | 1                                                              | 1                                                              | 2                                                              | 4                                                              | 5                                                              | 6                                                              | 8                                                              | 9                                                              | 14                                                             | 21                                                             | 30                                                             | 40                                                             | 49                                                             | uit                                                            |

| Nummer met noteringen in de NPO Radio 2 Top 2000 | '99 | '00 | '01  |
| ------------------------------------------------ | --- | --- | ---- |
| Big Big World                                    | 935 | 909 | 1940 |

1. ↑  Een vetgedrukt getal geeft de hoogste notering aan.
2. ↑  Deze tabel is bijgewerkt tot en met de laatste editie (2024).